# Oficina Pública de la Llengua Occitana
L'Oficina Pública de la Llengua Occitana (OPLO, en occità Ofici public de la lenga occitana) és una establiment públic de cooperació cultural creat el 23 setembre 2015.

## Història
El primer consell d'administració va tenir lloc el 12 de novembre de 2015 a Tolosa de Llenguadoc. Hi foren designats
- president, representant de la regió d'Aquitània, David Grosclaude, conseller regional ;
- primer vicepresident, representant de la regió Migdia-Pirineus, Guilhem Latrubesse, conseller regional ;
- segon vicepresident, representant de l’Estat, Hélène Bernard, rectritz de l'Acadèmia de Tolosa.

El procediment per nomenar un director va ser iniciat a la mateixa reunió. Estève Cros va ser nomenat pel càrrec l'1 de gener de 2016.
Després de la consolidació de les regions, l'abast del servei s'ha estès a les regions successores de les signants anteriors, Nova Aquitània i Occitània, amb els territoris de les antigues regions de Llemosí i Poitou-Charentes. Els consells regionals d'Alvèrnia Roine-Alps i Provença-Alps-Costa Blava, territoris on encara es parla occità almenys en part, es va negar a unir-se a l'OPLO.

## Segona composició (2016)
El consell d'administració del 22 de març de 2016 a Tolosa de Llenguadoc restaria format per:
- per l’Estat, Hélène Bernard, rectritz de l’Acadèmia de Tolosa i Laurent Roturier, director regional dels afers culturals de Tolosa
- per la regió Nova Aquitània:
  - Charline Claveau Abbadie (PS, Pirineus Atlantics),
  - Laurence Motoman (EELV, Lanas, nascuda a Mans)
  - Marc Oxibar (LR-CNPT, Pirineus Atlantics)
- per la regió Occitània:
  - Nadia Bakiri (PS, Nauta Garona)
  - Patric Rós (PÒc, Aude),
  - Dominique Salomon (MRG, Tarn i Garona)

Aquests van escollir:
- président, Charline Claveau Abbadie, conseller regional de Nova Aquitània (departament dels Pirineus Atlàntics) ;
- primer vicepresident, Patric Rós (Partit Occità), conseller regional d'Occitània (departament de l'Aude)

Hélène Bernard continuà com a segona vicepersidenta.

## Missions
L'objectiu d'aquesta nova estructura és assegurar, en la seva àrea geogràfica, la salvaguarda i el desenvolupament de la llengua occitana.
Un dels seus primers èxits concrets és la creació d'un conveni marc per a l'ensenyament de l'occità, el primer compromís oficial de l'Estat amb l'ensenyament de la llengua, signat per la ministra d'Educació Nacional Najat Vallaud-Belkacem el gener de 2017.